# Fotòlisi
La fotòlisi, fotodissociació o fotodescomposició, és una reacció fotoquímica en la que una molècula absorbeix un quantum de llum i es dissocia donant lloc a dues o més substàncies més simples. Els fragments produïts són, sovint, àtoms o radicals lliures; per això aquesta reacció es dona normalment en un mecanisme en cadena.
L'energia de quantum de llum absorbit ha de ser igual o major que l'energia de dissociació de la molècula i, per tant, és freqüent la formació d'un àtom en estat excitat, ja que és poc probable que el quantum de llum proporcioni exactament l'energia de dissociació de la molècula en el seu estat fonamental.
La fotodissociació és un procés molt comú a l'atmosfera terrestre. A l'aire existeixen moltes reaccions químiques, i sovint la fotodissociació aporta l'energia necessària perquè tinguin lloc. Exemples d'aquestes reaccions serien la fotodissociació de l'ozó a l'atmosfera provocada per la llum solar o la formació del smog.
Altres exemples:

## Fotòlisi de l'aigua
La fotòlisi de l'aigua té lloc per descomposició de la molècula d'aigua en els seus elements constituients (H i O) per acció de la llum.
Es representa així:
{\displaystyle \mathrm {2\ H_{2}O+2\ fotons\longrightarrow 4\ H^{+}+O_{2}+4\ e^{-}} }

## Fotòlisi en la fotosíntesi
La fotòlisi és part de la fotosíntesi, la qual té lloc als cloroplasts: la llum absorbida per la clorofil·la és transformada en energia química la qual és alhora utilitzada per a trencar molècules d'aigua en hidrogen i oxigen.
La reacció general de la fotòlisi en la fotosíntesi es pot representar així:
H₂A + 2 fotons (llum) → 2 e- + 2 H+ + A
La naturalesa química de l'"A" depèn del tipus d'organisme. En els bacteris sofre porpra, el sulfur d'hidrogen (H₂S) s'oxida a sofre (S). En la fotosíntesi oxigènica, l'aigua (H₂O) serveix com substrat per la fotòlisi resultant en la generació de dioxigen (O₂) del diòxid de carboni (CO₂). Aquest és el procés que torna oxigen a l'atmosfera de la Terra. La fotòlisi de l'aigua en la fotosíntesi ocorre en els tilacoides dels cianobacteris i en el cloroplast de les algues verdes i de les plantes.
La fotòlisi durant la fotosíntesi ocorre en una sèrie d'esdeveniments d'oxidació. L'electró energitzat de P680 és capturat per un acceptor primari d'electrons de la cadena de transferència d'electrons fotosintètica i així surt del fotosistema II (P680).